# Berndorf bei Salzburg
Berndorf bei Salzburg – gmina w Austrii, w kraju związkowym Salzburg, w powiecie Salzburg-Umgebung. Według Austriackiego Urzędu Statystycznego liczyła 1654 mieszkańców (1 stycznia 2015).